# Lyle Blackwood
Lyle Vernon Blackwood (San Antonio, 24 maggio 1951) è stato un giocatore di football americano, di nazionalità statunitense, che ha giocato nel ruolo di safety per 14 anni nella National Football League (NFL). Fu scelto nel corso del nono giro (217º assoluto) del Draft NFL 1973 dai Cincinnati Bengals. Al college ha giocato a football alla Texas Christian University.

## Carriera professionistica
Blackwood è conosciuto principalmente per aver giocato a fianco del fratello, Glenn Blackwood, coi i Miami Dolphins formando la nota difesa soprannominata "Killer B's". I fratelli Blackwoods si riferivano a sé stessi come "The Bruise Brothers."
Coi Dolphins, Blackwoods giocò accanto a grandi giocatori futuri hall of famer come Dwight Stephenson, Bob Baumhower, Bob Brudzinski, A.J. Duhe e, naturalmente, il fratello. Questa formidabile squadra vinse diversi titoli di division (1981, 1983, 1984, 1985) e compì due apparizioni al Super Bowl (1982, 1984).
I Dolphins nel 1985 guidati dai "Killer B's" batterono a sorpresa i Chicago Bears (che terminarono con un record di 15-1) consentendo a Miami di rimanere l'unica squadra della storia a terminare una stagione da imbattuta.
Con Blackwood in difesa, i "Killer B's" completavano un forte unità offensiva guidata dal leggendario quarterback Dan Marino, i wide receiver Mark Duper e Mark Clayton, i popolari "Marks Brothers", insieme al noto allenatore Don Shula.
Blackwood giocò un totale di 14 stagioni nella NFL e oltre ai Dolphins militò anche nei Cincinnati Bengals, nei Seattle Seahawks, alla loro prima stagione nella lega e nei Baltimore Colts. La sua carriera terminò con 35 intercetti e 9 fumble recuperati. Nel 1977 guidò la lega con 10 intercetti.

## Palmarès
- American Football Conference Championship: 2

Miami Dolphins: 1982, 1984
- Leader della NFL in intercetti: 1

1977

## Statistiche
| Partite totali    | 176 |
| Intercetti fatti  | 35  |
| Fumble forzati    | 6   |
| Fumble recuperati | 9   |